# (73471) 2002 OH16
(73471) 2002 OH16 – planetoida z pasa głównego asteroid okrążająca Słońce w ciągu 4,79 lat w średniej odległości 2,84 j.a. Odkryta 18 lipca 2002 roku.